# ویلانوف
ویلانوف (لهستانی: Wilanów؛ ‏تلفظ لهستانی: [vʲiˈlanuf] ()) محله‌ای در شهر ورشو پایتخت لهستان است. کاخ ویلانوف (که به کاخ ورسای لهستان شهرت دارد و دومین اقامتگاه برخی پادشاهان لهستان بود) در این محله قرار دارد. ویلانوف خانه‌های ویلاهایی بسیاری دارد و علیرغم دور بودن نسبی از مرکز شهر، این منطقه در زمرهٔ گران‌ترین محله‌های ورشو است.